# Tomasz Kurzeniecki
Tomasz Kurzeniecki Bogoria odmienna – sędzia ziemski piński w 1788 roku, pisarz ziemski piński w 1767 roku, łowczy bielski w latach 1765–1792, marszałek powiatu pińskiego w konfederacji radomskiej 1767 roku, deputat na Trybunał Litewski.

## Życiorys
Poseł na sejm 1758 roku z powiatu pińskiego. Poseł województwa brzeskolitewskiego na Sejm Repninowski. Poseł ziemi bielskiej na sejm 1768 roku. Poseł na sejm 1784 roku z ziemi bielskiej.